# Dingelstädt
Dingelstädt är en stad i Landkreis Eichsfeld i Thüringen i Tyskland.